# Broodroof
Broodroof is het opzettelijk en systematisch uitsluiten van mensen die door werkgevers als lastig, opstandig of anderszins ongewenst worden ervaren.
Het meest beruchte voorbeeld van broodroof heeft plaatsgevonden met betrekking tot de Joden, die vaak geen toegang hadden tot tal van functies, reden waarom ze dikwijls in de handel terechtkwamen, wat een functie was die ze dan wél mochten uitoefenen. De antisemitische campagnes van de nazi's hielden dan ook een boycot in van door joden beheerde winkels, alsmede uitsluiting van de meeste beroepen.
In de 19e eeuw en het begin van de 20e eeuw kwamen fabrikanten vaak overeen om mensen die actief waren in de vakbeweging uit te sluiten, zodat ze tot armoede veroordeeld waren.
Bekend is ook het Berufsverbot tijdens de Koude Oorlog, waardoor communisten en andere links-georiënteerde mensen werden uitgesloten. Een dergelijke praktijk beperkte zich niet tot de toenmalige Duitse Bondsrepubliek doch was gangbaar in vele westerse landen.
De Katholieke Kerk trof uitgetreden en gehuwde priesters vaak met broodroof. Ze konden niet alleen geen priester meer zijn, maar ook als godsdienstleraar, sociaal werker, leraar klassieke talen en aanverwante beroepen werden ze uitgesloten, want de macht van de kerk reikte ook tot in schoolbesturen en andere instituties. Overigens werden, tot het eind van de 18e eeuw, de katholieken in Nederland op hun beurt uitgesloten van tal van overheidsfuncties.
Het voortdurend en systematisch collectief verdacht maken van minderheidsgroeperingen op basis van etniciteit en afkomst kan worden gezien als een instrument om broodroof in de hand te werken.
In de huidige jurisprudentie is broodroof ook een term die gebruikt wordt om contractbreuk aan de duiden in een niet zakelijk (privé) geschil, waarbij de gedaagde op oneigenlijke manier onder zijn of haar verplichtingen probeert uit te komen.
Eveneens wordt broodroof in juridische zin gebruikt als concurrenten worden geweerd uit (publieke) ruimtes en gebieden door derden, door onderlinge afspraken buiten de rechtsorde om of door kartelvorming in een bepaalde branche.